# 8 février 1925
Le dimanche 8 février 1925 est le 39e jour de l'année 1925.

## Naissances
- Franco Ressel (mort le 30 avril 1985), acteur italien
- Jack Lemmon (mort le 27 juin 2001), acteur américain
- Oldřich Lajsek (mort le 2 octobre 2001), peintre, designer, artiste graphique et professeur d’arts plastiques tchèque
- Robert Marteau (mort le 16 mai 2011), écrivain français
- Samuel Lachize (mort le 7 décembre 2006), journaliste français, critique de cinéma

## Décès
- Arthur Heffter (né le 15 juin 1859), chimiste allemand
- Edward Penfield (né le 2 juin 1866), illustrateur américain
- Pierre-Louis Vescoz (né le 23 novembre 1840), prêtre, journaliste, géographe et naturaliste valdôtain
- Thomas W. Lawson (né le 26 février 1857), écrivain américain